# Мандаленчићи
Мандаленчићи су насељено место у саставу општине Грачишће у Истарској жупанији, Хрватска. До територијалне реорганизације у Хрватској налазили су се у саставу старе општине Пазин.

## Становништво
На попису становништва 2011. године, Мандаленчићи су имали 291 становника.

## Попис1991.
На попису становништва 1991. године, насељено место Мандаленчићи је имало 247 становника, следећег националног састава:
| Попис 1991.‍  | Попис 1991.‍  | Попис 1991.‍ | Попис 1991.‍ | Попис 1991.‍ |
| ------------ | ------------ | ----------- | ----------- | ----------- |
|              |              |             |             |             |
| Хрвати       | Хрвати       |             | 160         | 64,77%      |
| Југословени  | Југословени  |             | 6           | 2,42%       |
| Италијани    | Италијани    |             | 3           | 1,21%       |
| регион. опр. | регион. опр. |             | 73          | 29,55%      |
| непознато    | непознато    |             | 5           | 2,02%       |
| укупно: 247  |              |             |             |             |